# Ancorabolus
Ancorabolus är ett släkte av kräftdjur som beskrevs av Norman 1903. Ancorabolus ingår i familjen Ancorabolidae.
Släktet innehåller bara arten Ancorabolus mirabilis.